# Ferenc Kiss (acteur)
Ferenc Kiss, né le 16 avril 1892 à Székesfehérvár, alors en Autriche-Hongrie, et mort le 13 août 1978 à Budapest, est un acteur hongrois.

## Filmographie partielle
- 1933 : La Marche de Rakoczi (Rákóczi induló) de Steve Sekely
- 1936 : Café Moszkva de Steve Sekely
- 1939 : Cinq Heures quarante (Öt óra 40) d'André de Toth
- 1939 : Six Semaines de bonheur (Hat hét boldogság) d'André de Toth
- 1939 : Les Noces de Toprin (Toprini nász) d'André de Toth
- 1939 : Magyar Feltámadás de Jenö Csepreghy et lui-même
- 1941 : A beszélö köntös de Géza von Radványi
- 1964 : Alouette (Pacsirta) de László Ranódy